# Hon (film, 2012)
Hon (dánsky Jagten) je dánské drama z roku 2012 režírované Thomasem Vinterbergrem. Hlavní roli hraje Mads Mikkelsen. Příběh se odehrává v malé dánské vesnici během Vánoc a sleduje příběh muže, který se stane objektem masové hysterie poté, co byl křivě obviněn ze sexuálního obtěžování dítěte.

## Obsazení
| Mads Mikkelsen      | Lucas  |
| Thomas Bo Larsen    | Theo   |
| Alexandra Rapaport  | Nadja  |
| Annika Wedderkopp   | Klara  |
| Susse Wold          | Grethe |
| Lars Ranthe         | Bruun  |
| Anne Louise Hassing | Agnes  |

## Vydání a ocenění
Film měl premiéru 20. května 2012 na festivalu v Cannes jako první dánský film v hlavní soutěži od roku 1998. Mads Mikkelsen zde získal cenu za nejlepšího herce. Distribuční společnost Nordisk Film vydala film v Dánsku 10. ledna 2013. Film byl vydán na DVD a Blu-ray 7. května 2013.
Film získal 11. září 2013 hlavní soutěžní cenu Meeting Point Europe Award na 8. ročníku filmového festivalu Cinematik 2013 v Piešťanech, jakož i Cenu diváků. Byl také nominován na Severskou filmovou cenu Nordic Council Film Prize.